# 청황베도라치
청황베도라치(학명: Springerichthys bapturus)는 먹도라치과에 속하는 해수어의 일종이다. 암초에 붙어 사는 소형 베도라치이며, 원통형 몸은 연분홍빛이며 홍색 반점이 산재한다. 아직 많은 것이 알려지지않은 어종이다